# Régis Koetschet
Régis Koetschet (* 4. Mai 1949) ist ein französischer Diplomat.

## Leben
Régis Koetschet ist verheiratet und Vater von vier Kindern.
Régis Koetschet studierte Rechtswissenschaft und arabisch am Institut national des langues et civilisations orientales.
Seit 1993 ist er Ritter vom Ordre national du Mérite und seit 2001 Ritter der Ehrenlegion.
Er trat am 18. November 1976 in den auswärtigen Dienst.
Von 1977 bis 1979 war er zweiter Botschaftssekretär an der Botschaft in Tripoli, Libyen bei der Regierung von Muammar al-Gaddafi akkreditiert.
Von 1979 bis 1981 war er erster  Botschaftssekretär in Baghdad, Irak bei der Regierung von Saddam Hussein akkreditiert.
Von 1981 bis 1984 wurde er am Quai d’Orsay in der Abteilung Strategie und Abrüstung beschäftigt
Von 1984 bis 1986 war er Zweiter Botschaftsrat in Islamabad, in Pakistan  bei der Regierung von Mohammed Zia ul-Haq akkreditiert.
Von 1987 bis 1990 war er Zweiter Botschaftsrat in Den Haag.
Von 1999 bis 2002 war er am Quai d’Orsay stellvertretender Direktor der Abteilung Nordafrika und Nahen Osten.
| Vorgänger           | Amt                                                | Nachfolger                |
| ------------------- | -------------------------------------------------- | ------------------------- |
| Jean-Pierre Guyot   | Französischer Botschafter in Muscat 1992–1995      | Georges Gautier           |
| Jean-Michel Gaussot | Französischer Botschafter in Lomé 1995–1999        | Jean-François Valette     |
| Denis Pietton       | Französischer Generalkonsul in Jerusalem 2002–2005 | Alain Rémy                |
| Jean-Pierre Guinhut | Französischer Botschafter in Kabul 2005–2008       | Jean de Ponton d’Amécourt |

| Personendaten    | Personendaten             |
| ---------------- | ------------------------- |
| NAME             | Koetschet, Régis          |
| KURZBESCHREIBUNG | französischer Botschafter |
| GEBURTSDATUM     | 4. Mai 1949               |